# ファーストKISS
『ファーストKISS』（ファーストキス）は、松浦亜弥初のオリジナル・アルバム。2002年1月1日にzetimaから発売された。規格品番：EPCE-5136。
後発で2019年5月1日に2枚組アナログ盤がタワーレコード限定で発売された。規格品番：UFWT-9013。

## 内容
初盤CDは特製パッケージ仕様。
1,2,3,4,7,11の生演奏で再録音された別バージョンが、2006年発売の企画アルバム『Naked Songs』に収録されている（4は初回限定盤DVDのみ収録）。

## 収録曲
全曲作詞･作曲:つんく
編曲:高橋諭一（1,3,10）渡部チェル（2,7,11）小西貴雄（4,9）hasie･こーじ（5）河野伸（6）鈴木俊介（8）

### CD
1. ドッキドキ!LOVEメール [4:28]
  - デビュー曲。
2. トロピカ〜ル恋して〜る [4:37]
  - 2枚目のシングル。
3. オシャレ! [4:52]
4. 100回のKISS [4:38]
  - 4枚目のシングルで、CDデビュー前のハロー!プロジェクトコンサートの2001年正月公演でも一部が披露された。
5. 絶対解ける問題 X=♥ [3:36]
6. 笑顔に涙 〜THANK YOU! DEAR MY FRIENDS〜 [4:48]
  - 題材は「卒業」。2005年のベスト・アルバム『松浦亜弥ベスト1』にも収録。
  - 2012年に新垣里沙がモーニング娘。を卒業する際に本曲をカバー。参加ラストシングル「恋愛ハンター（初回生産限定盤E：新垣里沙卒業記念盤）」に収録された。
7. LOVE涙色 [4:17]
  - 3枚目のシングル。
8. そう言えば [4:07]
9. S君 [4:15]
10. 私のすごい方法 [5:12]
  - 映画『デスノート』のトリビュート・アルバムの前編である『DEATH NOTE TRIBUTE』に収録された。
11. 初めて唇を重ねた夜 [3:59]

### アナログ盤
SIDE A
1. ドッキドキ!LOVEメール
2. トロピカ〜ル恋して〜る
3. オシャレ!

SIDE B
1. 100回のKISS
2. 絶対解ける問題 X=♥
3. 笑顔に涙〜THANK YOU! DEAR MY FRIENDS〜

SIDE C
1. LOVE涙色
2. そう言えば
3. S君

SIDE D
1. 私のすごい方法
2. 初めて唇を重ねた夜

## 参加ミュージシャン
オシャレ!
- プログラミング&ギター：高橋諭一
- ドラム：佐野康夫
- ベース：沖山優司
- キーボード：中西康晴
- ターンテーブル：Yohey Tsukasaki
- コーラス：松浦亜弥

絶対解ける問題 X=♥
- プログラミング&キーボード：hasie
- ドラム：そうる透
- ベース：小池ヒロミチ
- ギター：鎌田浩二
- コーラス：松浦亜弥
- ロッキンボイス：AYA＆JP'S

笑顔に涙 〜THANK YOU! DEAR MY FRIENDS〜
- プログラミング：河野伸
- ギター：林部直樹
- ベース：入江直之
- パーカッション：三沢泉
- トランペット：西村浩二・菅坂雅彦
- サックス：山本拓夫・竹野昌邦
- コーラス：松浦亜弥
- グラデュエイションボイス：AYA＆JP'S

そう言えば
- ストリングアレンジ：村山達哉
- ドラム：佐野康夫
- ベース：沖山優司
- ギター：鈴木俊介
- タンバリン：田井基良
- バイオリン：桐山なぎさ・徳永友美
- ビオラ：植田彩子
- チェロ：堀沢真己・阿部雅士
- コーラス：松浦亜弥・つんく

S君
- プログラミング：小西貴雄
- マニピュレータ：勝浦剛
- ギター：松尾和博
- コーラス：松浦亜弥・つんく

私のすごい方法
- プログラミング&ギター：高橋諭一
- ベース：沖山優司
- キーボード：中西康晴
- コーラス：松浦亜弥

初めて唇を重ねた夜
- ストリングアレンジ：村山達哉
- プログラミング&キーボード：渡部チェル
- エレクトリックシタール：JUMP MAN
- ストリングス：村山桐山ストリングス
- コーラス：松浦亜弥